# Alduin II. (Angoulême)
Alduin II. (auch Audoin oder Hildouin; † 1032) war ein Graf von Angoulême aus dem Haus Taillefer. Er war der ältere Sohn des Grafen Wilhelm IV. von Angoulême und der Gerberge von Anjou.
Nach dem Tod seines Vaters hatte Alduin mehrere Frauen öffentlich verbrennen lassen, die er der Zauberei bezichtigt hatte. Eine Chronik aus dem 12. Jahrhundert berichtete allerdings, dass seine Frau Alaisia für den Tod des Vaters durch Vergiftung verantwortlich war. Seine Nachfolge als Graf von Angoulême wurde offenbar deshalb sofort von seinem jüngeren Bruder Gottfried bestritten, von dem er von der Burg Blaye aus befehdet wurde. Nach acht Tagen der Belagerung konnte er schließlich die Burg erobern und Gottfried gefangen nehmen. Er vergab ihm die Revolte und gab ihm zwei Burgen in der Saintonge zu Lehen.
Alduin starb vier Jahre nach seinem Vater. Er war verheiratet mit Alaisia, die Erbtochter Grimoard, Vizegraf von Fronsac und dessen Ehefrau Dea von Montignac. Ihre Kinder konnten nicht die Nachfolge in Angoulême antreten, da Gottfried sie verdrängte.